# Manfred Mann (band)
Manfred Mann var et britisk R&B band fra 1960'erne opkaldt efter bandets keyboardspiller. Bandet blev senere til Manfred Mann's Earth Band.

## 1962-1963
Manfred Mann blev dannet i London i december 1962 som Mann-Hugg Blues Band af keyboardspilleren Manfred Mann (født Manfred Sepse Lubowitz, 21. oktober 1940 i Johannesburg, Sydafrika) og trommespilleren Mike Hugg. Gruppen rekrutterede dernæst Mike Vickers (guitar), Dave Richmond (bas) og Paul Jones som forsanger og mundharmonikaspiller.
Gruppen underskrev kontrakt med HMV Records i marts 1963 efter at have ændret navn til Manfred Mann og debuterede i juli samme år med den instrumentale single Why should we not.

## Diskografi

### Singler
Som Manfred Mann:
- Why Should We Not (1963)
- Cock-A-Hoop (1963)
- 5-4-3-2-1 (1964)
- Hubble Bubble (Toil and Trouble) (1964)
- Do Wah Diddy Diddy (1964)
- Sha La La (1964)
- Come Tomorrow (1965)
- Oh No! Not My Baby (1965)
- My Little Red Book (1965)
- If You Gotta Go, Go Now (1965)
- Pretty Flamingo (1966)
- You Gave Me Somebody To Love (1966)
- Just Like A Woman (1966)
- Semi-Detached, Suburban Mr. James (1966)
- Ha! Ha! Said The Clown (1967)
- Sweet Pea (1967)
- So Long, Dad (1967)
- The Mighty Quinn (1968)
- Up The Junction (1968)
- My Name Is Jack (1968)
- Fox On The Run (1968)
- Ragamuffin Man (1969)
- Living Without You (1970)
- Mrs. Henry (1971)

### Album
Som Manfred Mann:
- The Five Faces of Manfred Mann (1964)
- The Manfred Mann Album (1964)
- The Five Faces of Manfred Mann (1965)
- My Little Red Book Of Winners (1965)
- Mann Made (1965)
- As Is (1966)
- Pretty Flamingo (1966)
- Manfred Mann's Greatest Hits (1966)
- Mann Made Hits (1966)
- Soul Of Mann (1967)
- Up The Junction (1968)
- What A Mann (1968)
- Mighty Quinn (1968)
- Mighty Garvey! (1968)
- Semi-Detached Suburban (1979)
- The Definitive Collection – The Best Of Manfred Mann (1992)
- Ages Of Mann (1994)
- Manfred Mann's Best Of The EMI Years (1994)

Som Manfred Mann Chapter Three:
- Manfred Mann Chapter Three (1969)
- Chapter Three Vol 2 (1970)

Som Manfred Mann's Earth Band:
- Manfred Mann's Earth Band (1972)
- Glorified Magnified (1973)
- Messin' (1973)
- Get Your Rocks Off (1973)
- Solar Fire (1973)
- The Good Earth (1974)
- Nightingales and Bombers (1975)
- The Roaring Silence (1976)
- Watch (1978)
- Angel Station (1979)
- Chance (1980)
- Somewhere in Afrika (1983)
- Budapest Live (1984)
- Criminal Tango (1986)
- Masque (1987)
- Plains Music (1991) (Også Manfred Mann's Plains Music)
- The Very Best Of Manfred Mann's Earth Band (1994)
- Soft Vengeance (1996)
- Mann Alive (1998) (Liveoptagelser fra Soft Vengeance European Tour)
- The Best Of Manfred Mann's Earth Band Re-Mastered (1999)
- The Best Of Manfred Mann's Earth Band Re-Mastered Volume II (2001)
- 2006 (2004) (Også Manfred Mann '06 with Manfred Mann's Earth Band)